# Cadmus et Hermione
Cadmo ed Ermione (Cadmus et Hermione) è una tragédie en musique (tragedia in musica) in 5 atti di Jean-Baptiste Lully. Il libretto in francese è di Philippe Quinault.
L'opera fu rappresentata per la prima volta il 27 aprile 1673 all'Opéra national de Paris, con la coreografia di Pierre Beauchamp.
Fu la prima opera composta in Francia e costituì il modello sul quale si sviluppò la tradizione della tragedia lirica barocca (tragédie en musique o tragédie-lyrique). Si trattava di una nuova forma teatrale che si serviva della danza e del canto per mettere in scena soggetti paragonabili alle tragedie di Corneille e Racine.
Basata sulle Metamorfosi di Ovidio, la tragedia narra la storia d'amore tra Cadmo, mitico fondatore di Tebe, e Ermione (o Armonia), figlia di Venere e Marte.